# Brenno Milani
Brenno Milani (Suzzara, 14 febbraio 1925 – Reggio Emilia, 20 giugno 2004) è stato un calciatore italiano, di ruolo ala.

## Carriera
Dopo aver cominciato nella squadra della sua città - il Suzzara - durante il campionato di guerra, passò alla fine della stessa al G.S. Trancerie Mossina di Guastalla in Serie C che l'anno successivo lo cedette al Modena, allora militante in Serie A, dove esordì il 17 novembre 1946 in Genoa-Modena (1-1). Ha disputato 7 partite in due stagioni di Serie A con il Modena, con cui nella stagione 1946-1947 arrivò terzo in classifica.
Nel 1948 passò all'Anconitana, dove giocò quattro campionati, dal 1948-1949 al 1951-1952 (due in Serie C, Serie B e poi di nuovo in Serie C), rispettivamente con 36, 33, 17 e 17 presenze, e con 9, 7, 3 ed un gol; in totale 103 presenze e 20 gol. La sua prima partita con l'Anconitana fu il 31 ottobre 1948 a Grosseto e segnò dopo due minuti nella partita conclusa 5-2 per i padroni di casa. L'ultima partita fu disputata il 9 marzo 1952: Anconitana-Arezzo (1-2). In Serie B esordì l'8 ottobre 1950 (Anconitana-Livorno 1-3) e segnò il primo gol il 19 novembre 1950 in Anconitana-Verona (1-2), segnando il gol dell'1-0 al 13'.

## Palmarès

### Club

#### Competizioni nazionali
- Serie C: 1

Anconitana: 1949-1950